# Rebecca Naomi Jones
Rebecca Naomi Jones (New York, aprile 1981) è un'attrice e cantante statunitense, attiva in campo televisivo, teatrale e cinematografico.

## Biografia
Ha recitato a lungo a Broadway, sia in opere di prosa come Significant Other, che musical come Hedwig and the Angry Inch e Oklahoma!.

## Filmografia parziale

### Cinema
- Miracolo a Sant'Anna (Miracle at St. Ann), regia di Spike Lee (2008)
- Passing Strange, regia di Spike Lee – documentario (2009)
- Due cuori e una provetta (The Switch), regia di Will Speck e Josh Gordon (2010)
- Lovesick, regia di Luke Matheny (2014)
- Ratter - Ossessione in rete (Ratter), regia di Branden Kramer (2015)
- Mistress America, regia di Noah Baumbach (2015)
- The Big Sick - Il matrimonio si può evitare... l'amore no (The Big Sick), regia di Michael Showalter (2017)
- Someone Great, regia di Jennifer Kaytin Robinson (2019)
- The Outside Story, regia di Casimir Nozkowski (2020)

### Televisione
- Great Performances – programma TV, puntata 38x07 (2007)
- Fringe – serie TV, episodio 1x17 (2009)
- America's Got Talent – serie TV, puntata 5x29 (2010)
- Law & Order - Unità vittime speciali (Law & Order: Special Victims Unit) – serie TV, episodio 12x19 (2011)
- Nurse Jackie - Terapia d'urto (Nurse Jackie) – serie TV, episodi 3x01-3x02 (2011)
- Smash – serie TV, episodio 1x03 (2012)
- NYC 22 – serie TV, episodio 1x07 (2012)
- Blue Bloods – serie TV, episodio 4x14 (2014)
- High Maintenance – serie TV, episodi 1x06-2x05 (2016, 2018)
- Sex&Drugs&Rock&Roll – serie TV, 5 episodi (2016)
- Genius – serie TV, 8 puntate (2021)

## Doppiatrici italiane
- Roberta De Roberto in Someone Great
- Elena Perino in The Big Sick - Il matrimonio si piò evitare... l'amore no